# Fort van Kessel
Het Fort van Kessel is een fort gelegen bij de Belgische plaats Kessel. Het maakte deel uit van de buitenste verdedigingsgordel van de stad Antwerpen tegen mogelijke vijanden.

## Geschiedenis
Tot de Stelling van Antwerpen was besloten door de keuze voor Antwerpen als Nationaal Reduit in 1859. Het idee hierachter was dat Antwerpen het geschiktst was als laatste verschansing tot de hulp van bondgenoten (met name Engeland) zou kunnen arriveren. Het Nationaal Reduit zou bestaan uit een belegeringsomwalling, een fortengordel en onderwaterzettingen. De fortengordel zou bestaan uit een achttal Brialmontforten (gebouwd in 1859) in een 18 km lange gordel van Wijnegem tot Hoboken. Na de Frans-Duitse oorlog van 1870 werd aanvankelijk besloten tot de bouw van drie bruggenhoofdforten en vervolgens tot de bouw van een buitenverdedigingsgordel, die aangepast was aan modernere wapens. Dit laatste plan werd bekrachtigd per wet van 30 maart 1906. Deze Hoofdweerstandstelling omvatte op de rechteroever zestien forten en tien schansen en op de linkeroever vijf forten en twee schansen.
Na onteigening van de gronden werd het fort gebouwd tussen 1909 en 1912. Op de plaats waar het gebouwd werd stond vroeger een uitgestrekte hoeve. Toen de bouw van het fort in 1912 volledig klaar was, werden alle woningen in de buurt van het fort platgebrand, zodat de soldaten vanuit het fort een goed zicht hadden op mogelijke vijanden en het schootsveld vrij was. Pas in 1913 kon men beginnen het fort te bewapenen.

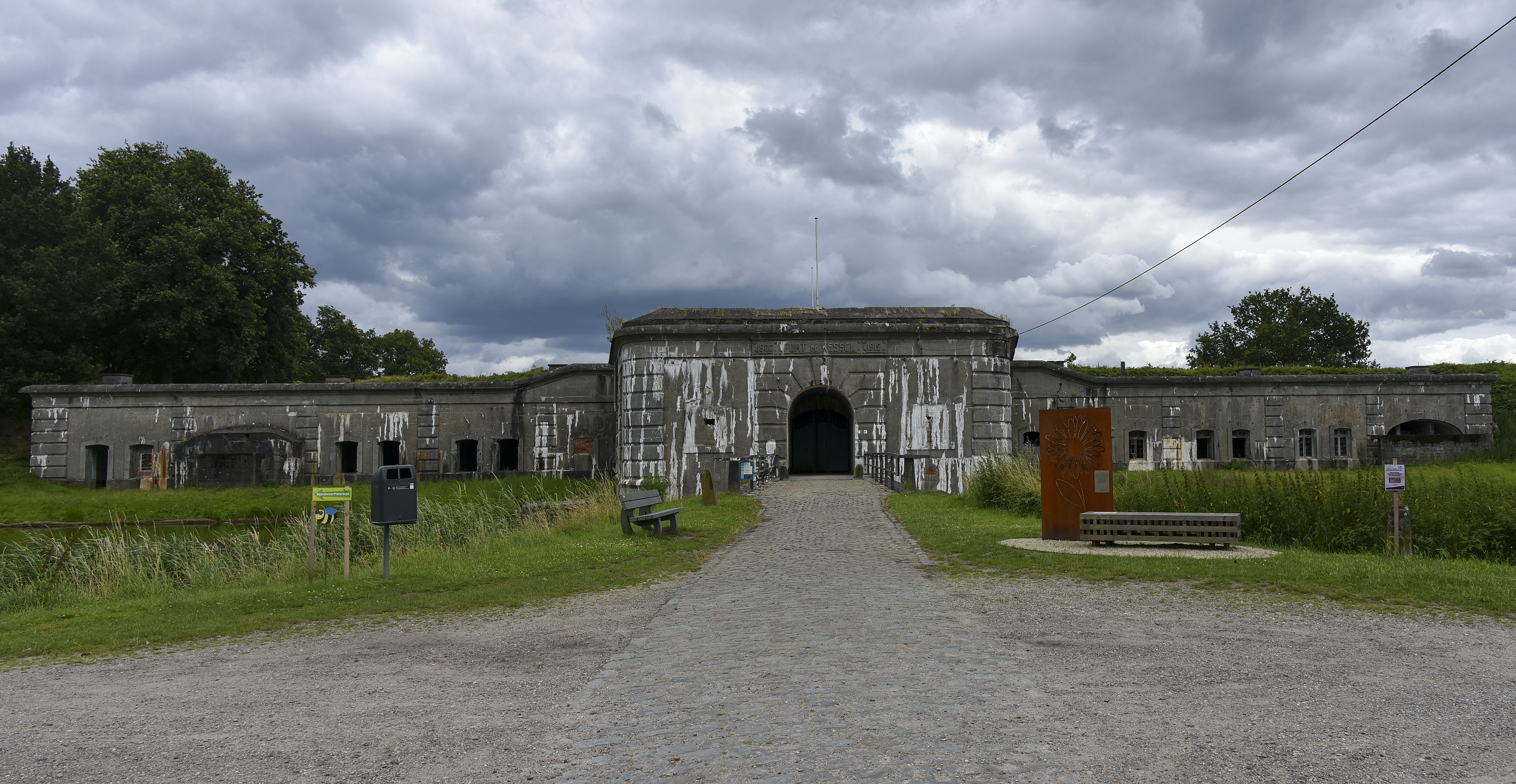
Het fort

## Bewapening
De bewapening van het fort van Kessel voor de grote afstand bestond uit één koepel met twee 15 cm-kanonnen, twee koepels voor een 12 cm-houwitser en vier koepels voor een 7,5 cm-kanon. Voor de ondersteuning van het geschut werden twee gepantserde waarnemingsklokken geplaatst. Het 15 cm-geschut had een effectief bereik van ruim 7 km (absoluut maximum 8,4 km). Geschut en waarnemingsklokken werden geleverd door de firma Cockerill. Daarnaast was er nog een grachtverdediging van twaalf  cm-snelvuurkanonnen en een zogenaamd groot-flankement (in de traditore batterij), bestaande uit onderhoudsvuur tussen de forten (vier 7,5 cm- en vier 12 cm-houwitsers).

## Inzet Eerste Wereldoorlog en de Slag om Kessel, 4 oktober 1914

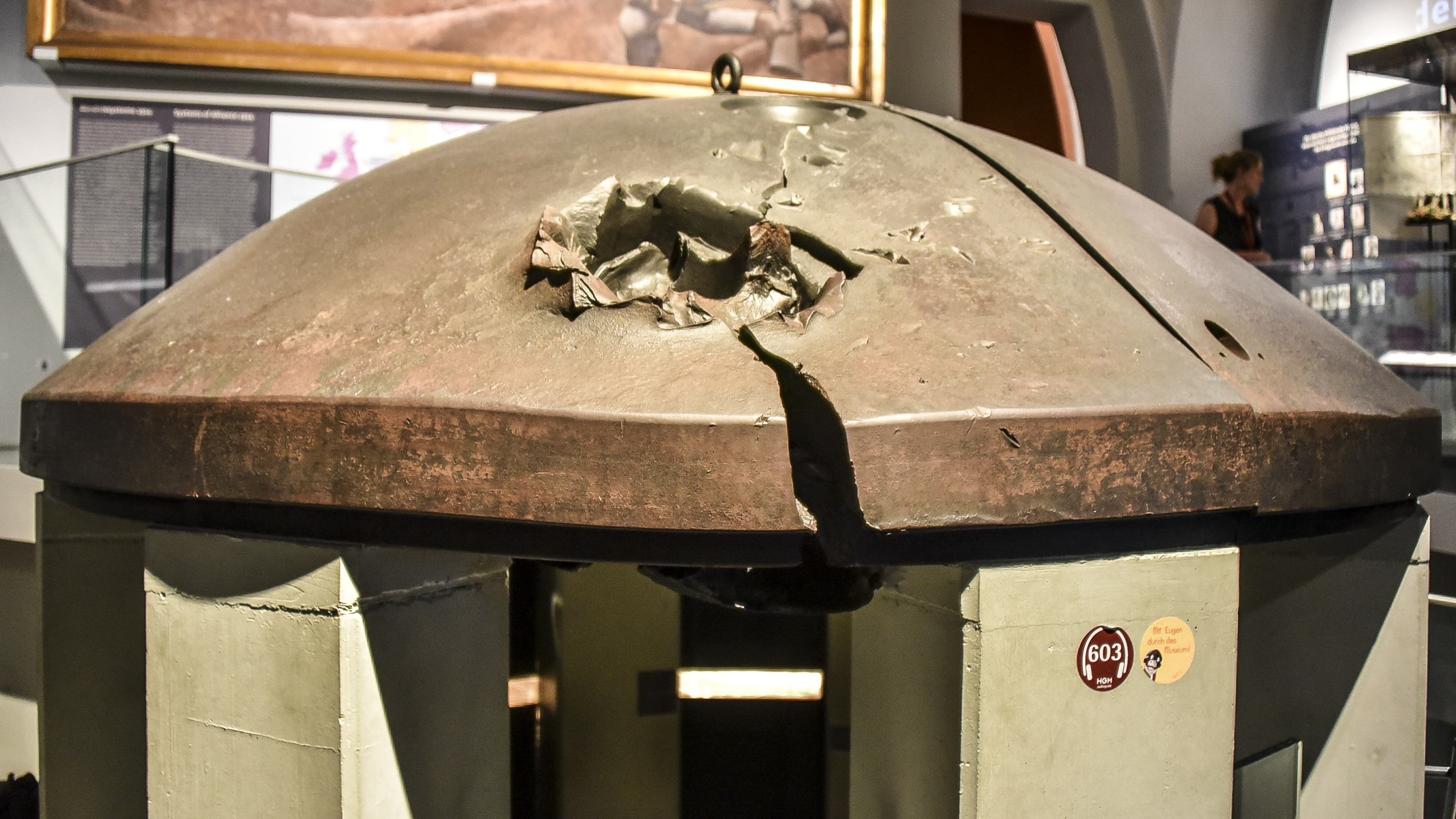
Koepel van het fort van Kessel met sporen van de inslag (Heeresgeschichtlisches Museum)

Het fort van Kessel telde circa 330 manschappen onder bevel van kapitein-commandant Piraux. Tijdens de Eerste Wereldoorlog werden er loopgraven gegraven en prikkeldraad gezet langs de velden van fort Kessel naar fort Lier. Er bleef bijna geen doorgang over en alle vee werd binnen de ring van de forten gebracht, zodat de Duitsers de dieren niet zouden kunnen consumeren.
De toren van de kerk van Kessel zou dienen om op de Duitsers te mikken. De verwachting was dat het fort niet ingenomen zou kunnen worden. Bij de legerleiding was bekend dat de betonnen muren en koepels niet bestand zouden zijn tegen granaten van kaliber groter dan 28 cm. Vanaf 29 september 1914 nam het fort deel aan de gevechten. In de vroege morgen van 4 oktober 1914 namen de zwaarste kanonnen van het Duitse leger, de Dikke Bertha – de fameuze 42 cm-houwitser – en het 30,5 cm Motor Mörsergeschut, het fort vanuit de gemeente Berlaar (op een afstand van 8,4 km) respectievelijk Isschot (gemeente Itegem) onder vuur. De eerste granaat kwam terecht in het water rond het fort en deed het water als een toren omhoog spuiten. Een kwartier later bewees een nieuwe granaat dat de geschutskoepels niet sterk genoeg waren. In totaal werden 123 granaten op het fort afgevuurd. Het fort werd hierdoor buiten werking gesteld, waarbij ook het eigen geschut onvoldoende draagvermogen had om de vijand te treffen. Drie gewelven, een gang en een 15 cm-koepel stortten op 4 oktober om 11.00 uur in. Om die tijd werd het fort opgegeven, waarna de manschappen vluchtten naar het bos achter het fort. Verdere voltreffers vernielden het fort daarna grotendeels.

## Begin van WO II – 1940
Voor de Tweede Wereldoorlog werden er aanpassingswerken uitgevoerd aan het fort. Dit betrof vooral aanpassingen voor het gebruik van mitrailleurs. Hiervoor werden zogenaamde abri-tourelles en abri elementaires gebouwd, ronde betonnen koepels, als ondersteuning van de mitrailleurs. Verder werden moderniseringen doorgevoerd, zoals gasdichte lokalen, verbeterde verblijfslokalen en verbeterde communicatie. Luitenant De Middeleer vestigde zich met de Belgische troepen in het fort dat werd gebruikt als infanteriesteunpunt. Maar ook deze keer was de rol van het fort snel uitgespeeld.
Op 16 mei 1940 vluchtten de Belgische soldaten uit het fort en diezelfde dag nam de 56e Duitse Infanteriedivisie er zijn intrek.

## Na de Tweede Wereldoorlog en heden
Na de Tweede Wereldoorlog werd het fort bewoond tot 1974. In 1968 vroeg de gemeente Kessel de koop aan van het fort. De verkoopakte dateert van 1973 en enige tijd later werd er een toelage toegekend als openbare groene ruimte. In 1976 werd het domein op het gewestplan Mechelen ingekleurd als recreatiegebied. Zo doet het fort van Kessel nu ook zijn dienst. Er kan ook gevist worden.
Het fort doet vooral dienst als overwinteringsplaats voor vleermuizen. In de winter van 2008-2009 werden 378 exemplaren in een achttal soorten geteld. De belangrijkste soorten zijn de franjestaart, watervleermuis en Brandts vleermuis.

## Geologische historie
Op de plaats van het fort werden enkele belangrijke paleontologische vondsten gevonden, zoals tanden van haaien en andere zeevissen. Deze vondsten bewijzen dat vroeger een deel van de zee tot Kessel kwam. Schooljongens die in de heide en aan het station woonden hadden bijna elke dag vistanden bij zich die ze in de grond hadden gevonden. De tanden werden in de school van Kessel, nabij het fort, gebruikt om de griffels aan te scherpen.

## Galerij

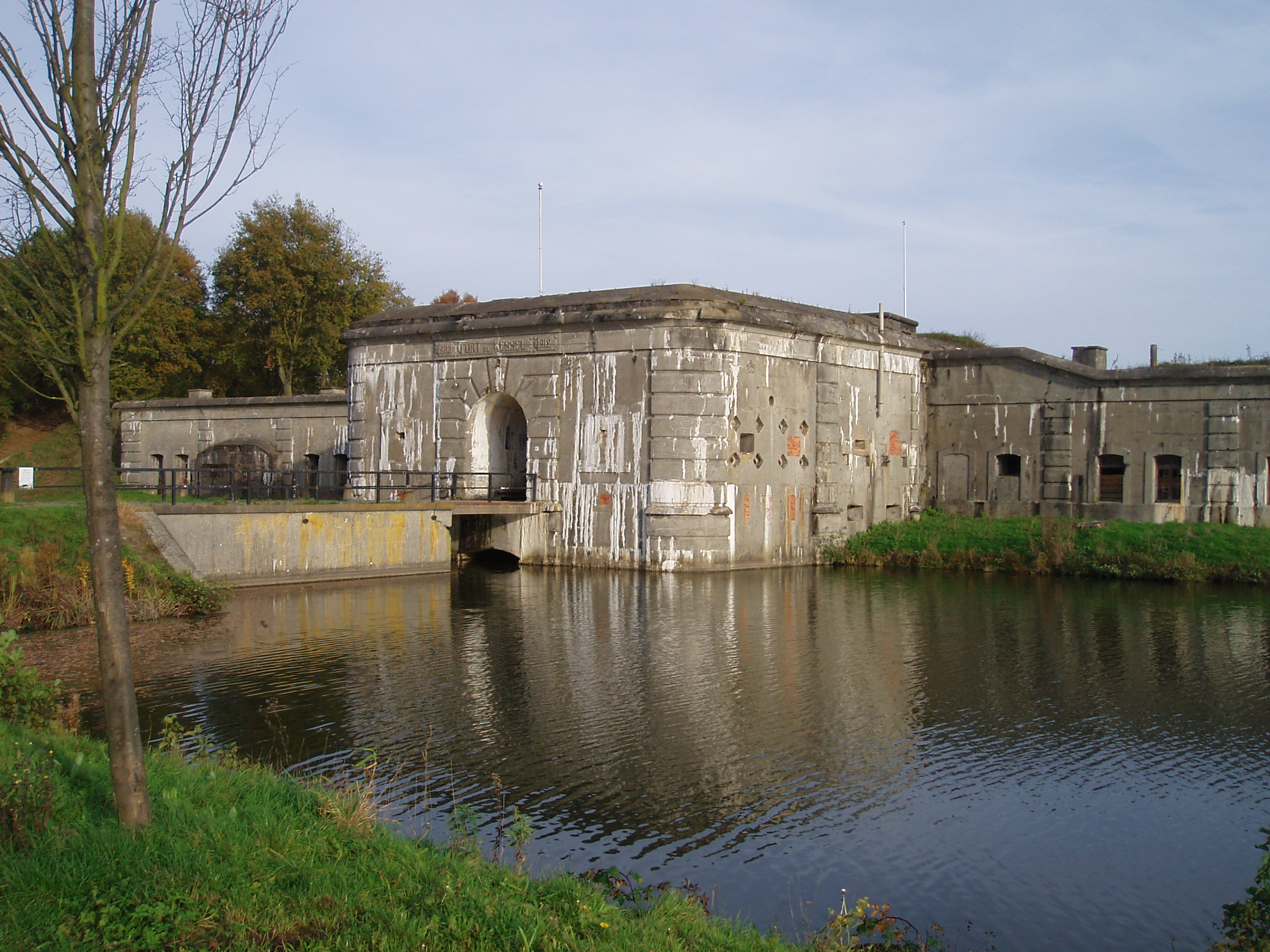
Voorzijde van het fort
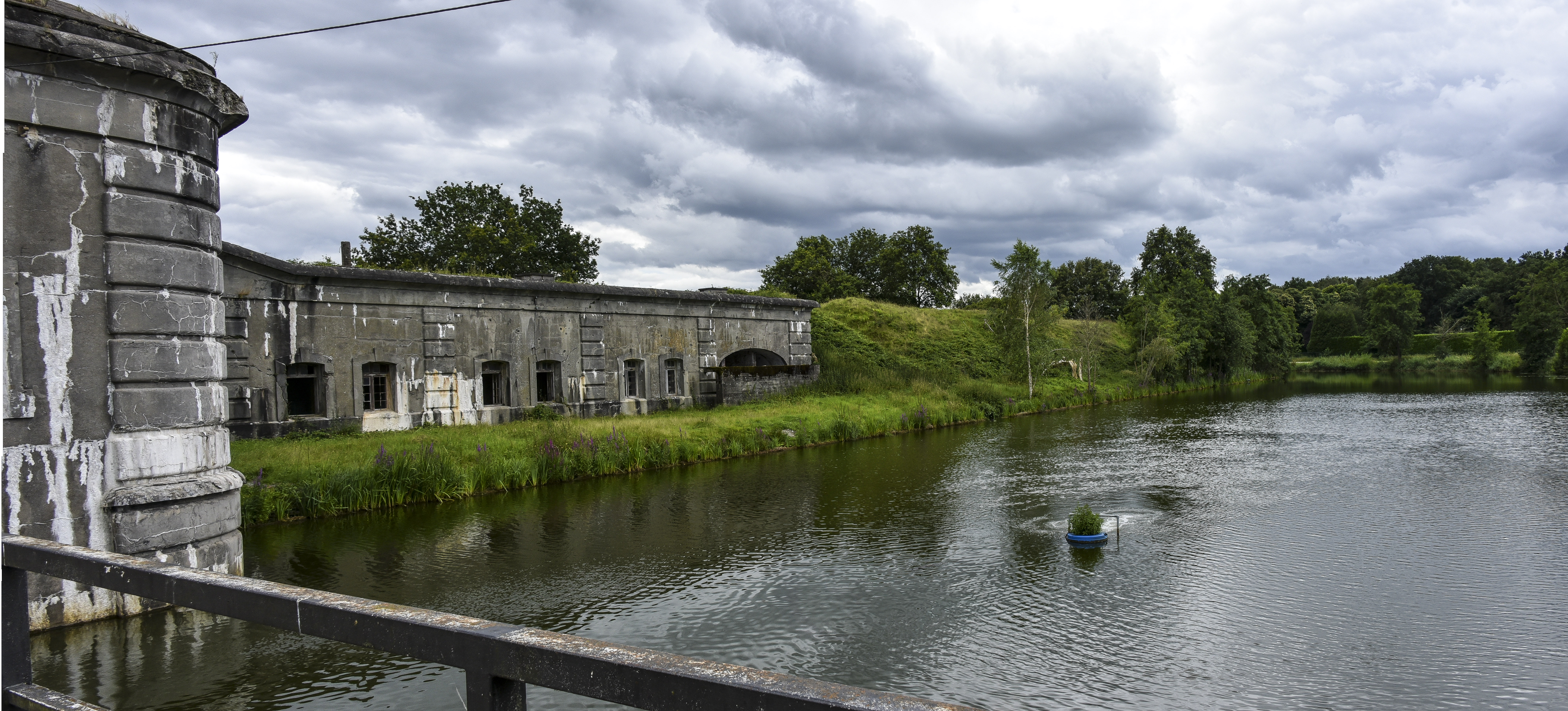
Deel van de gracht
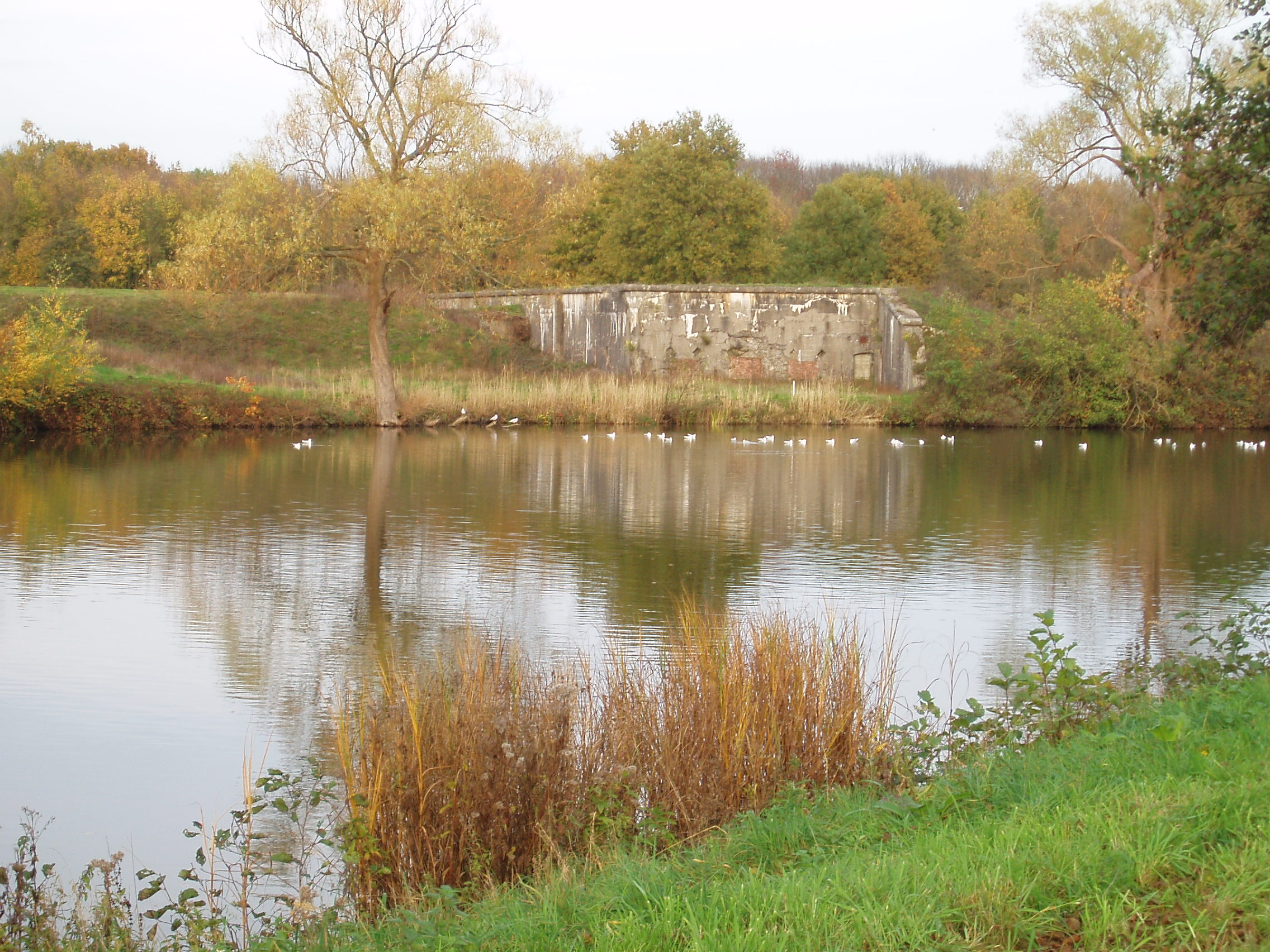
Achterzijde